# Río Karaagach
El río Karaagach (en búlgaro: Караагач) es un corto río costero de apenas 15 km de longitud que discurre por el sureste de Bulgaria. Fluye hacia el sur de la ciudad de Kiten en el territorio del municipio de Tsarevo. Forma un profundo estuario en la costa del mar Negro, con una profundidad es de 11−14 m. El río es rico en especies de peces raros y tiene una gran variedad de flora.